# Robert W. Davies
Robert William Davies (Londra, 23 aprile 1925 – 13 aprile 2021) è stato uno storico britannico, che si è occupò prevalentemente del sistema economico dell'URSS.
Collaborò con E. H. Carr alla prestigiosa "Storia della Russia Sovietica", e dopo la sua scomparsa ne continuò l'opera.

## Biografia
Si laurea presso la School of Slavonic and East European Studies dell'Università di Londra nel 1950. Dopo aver conseguito il dottorato in scienze sociali presso l'Università di Birmingham nel 1954, ottiene l'incarico di ricercatore all'Institut of Soviet Studies di Glasgow. Nel 1956 ritorna a Birmingham dove insegna studi economici sovietici dal 1965 al 1989. È direttore del Centre for Russian and East European Studies dal 1963 al 1978. È membro onorario a vita della British Association of Slavonic and East European Studies e vicepresidente della Society for Cooperation in Russian Studies.

## Le origini della pianificazione sovietica
Nel 1958 inizia la collaborazione con E.H. Carr che durerà per più di un ventennio, fino alla scomparsa di quest'ultimo. Frutto di questa collaborazione sono i volumi della "History of Soviet Russia" relativi allo sviluppo economico dell'URSS tra il 1926 ed il 1929. "Le origini della pianificazione sovietica" è stato tradotto in Italiano e pubblicato da Einaudi tra il 1959 e il 1984 in 6 tomi.

## The Industrialization of Soviet Russia
A partire dalla fine degli anni '70 continua il lavoro di ricerca di Carr dedicandosi allo studio dell'economia sovietica dal 1929 al 1939. Sono gli anni in cui Stalin, capo indiscusso del Partito Comunista abbandona la N.E.P. in favore dell'industrializzazione accelerata del paese e della collettivizzazione delle campagne. Il primo volume di "The Industrialization of Soviet Russia" vede la luce nel 1980 per i tipi di Macmillan. Sono stati pubblicati 5 volumi e il piano dell'opera non è ancora stato completato.

## The Years of Hunger
Il quinto volume, scritto in collaborazione con S.G. Wheatcroft e pubblicato da Palgrave nel 2005, tratta gli anni più drammatici per l'agricoltura sovietica, culminati nella carestia del 1931-1932. Gli autori, divergendo dalle conclusioni dello storico inglese Robert Conquest, sostengono che la carestia è stata provocata dalle politiche del governo sovietico, ma che non si tratta di un risultato né pianificato, né auspicato: "Non vogliamo assolvere Stalin dalla responsabilità della carestia. Le sue politiche nei confronti dei contadini furono spietate e brutali. Ciò non di meno, la [nostra] storia è quella di una leadership sovietica alle prese con una carestia che era stata causata in parte da politiche sbagliate, ma che era inaspettata e non gradita. [...] Soprattutto [queste politiche] erano una conseguenza della decisione di industrializzare a velocità vertiginosa un paese contadino". Questa ricostruzione, basata sullo studio degli archivi sovietici, non è condivisa da coloro che considerano la carestia un genocidio messo in atto deliberatamente per sterminare la popolazione ucraina (Holodomor, che in ucraino significa "sterminio attraverso la fame").

## Opere tradotte in italiano
E. H. Carr e R. W. Davies, Le origini della pianificazione sovietica: 1926-1929, Torino, Einaudi, 1972-1984, SBN RAV0082534.
1. Agricoltura e industria, Torino, Einaudi, 1972, SBN MIL0081305.
2. Lavoro, commercio, finanza, Torino, Einaudi, 1974, SBN MIL0081313.
3. Il partito e lo stato, Torino, Einaudi, 1978, SBN TO01069343.